# Lisa Bund

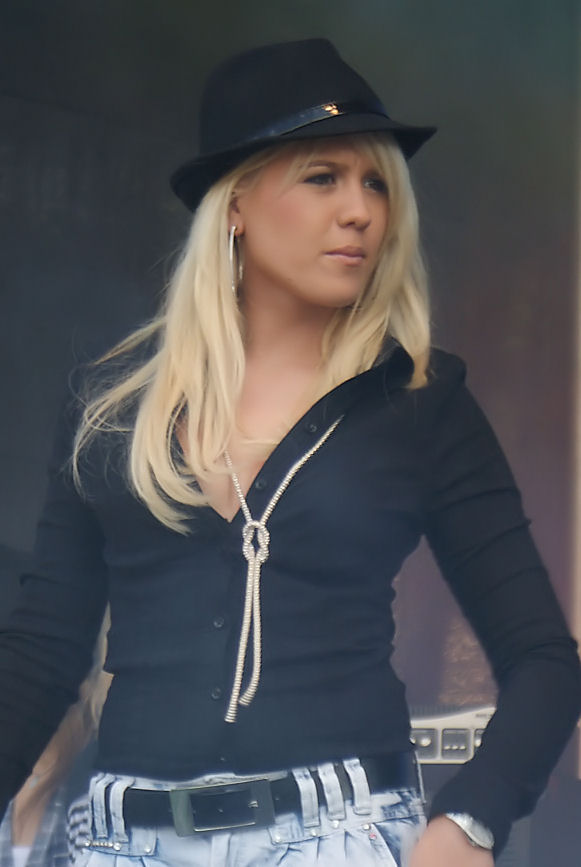
Lisa Bund im Juli 2009

Anna-Lisa Bund (* 31. Mai 1988 in Frankfurt am Main) ist eine deutsche Popsängerin, die als Drittplatzierte der 2007 ausgestrahlten vierten Staffel der Castingshow Deutschland sucht den Superstar bekannt wurde.

## Leben

### Kindheit und Jugend
Lisa Bund wuchs mit ihrem älteren Bruder in der hessischen Stadt Hattersheim am Main (Main-Taunus-Kreis) auf. Dort besuchte sie die Heinrich-Böll-Schule, die sie mit der Mittleren Reife abschloss. Im Anschluss begann sie eine Ausbildung zur Friseurin, die sie aber nach kurzer Zeit abbrach. Sie arbeitete dann fast zwei Jahre im Dessousgeschäft ihrer Mutter in der Mainzer Altstadt.
Erste Erfahrungen mit Castingshows sammelte Bund im Alter von 13 Jahren. Ohne Einwilligung der Eltern bewarb sie sich 2002 für den Talentwettbewerb Teenstar bei RTL II. Als die Organisatoren der Show die Einladung zum Recall auf dem Anrufbeantworter der Eltern hinterlassen hatten, musste sie sich aus dem Wettbewerb zurückziehen. In den folgenden Jahren versuchte sie ihr Glück bei den Wettbewerben Star Search (Sat.1) und Popstars (ProSieben), wo sie aber jeweils frühzeitig ausschied.

### 2007–2008: Deutschland sucht den Superstar undBorn Again
Im Herbst 2006 nahm sie an den Castings für die Talentshow Deutschland sucht den Superstar teil. In der Runde der besten Zwanzig, die Bund mit den Songs Hurt von Christina Aguilera und A Woman’s Worth von Alicia Keys bestritt, qualifizierte sie sich für die Mottoshows. Im Halbfinale schied sie gegen Martin Stosch und Mark Medlock aus.
Bund steuerte den Titel (You Make Me Feel Like) A Natural Woman zum Sampler Power of Love bei, der gemeinsam mit den neun anderen Finalteilnehmern aufgenommen wurde, und sang zusammen mit den übrigen Kandidaten eine Interpretation von Harold Melvins If You Don’t Know Me By Now. Das Album wurde im März 2007 veröffentlicht und erreichte Platz drei der deutschen Albumcharts.

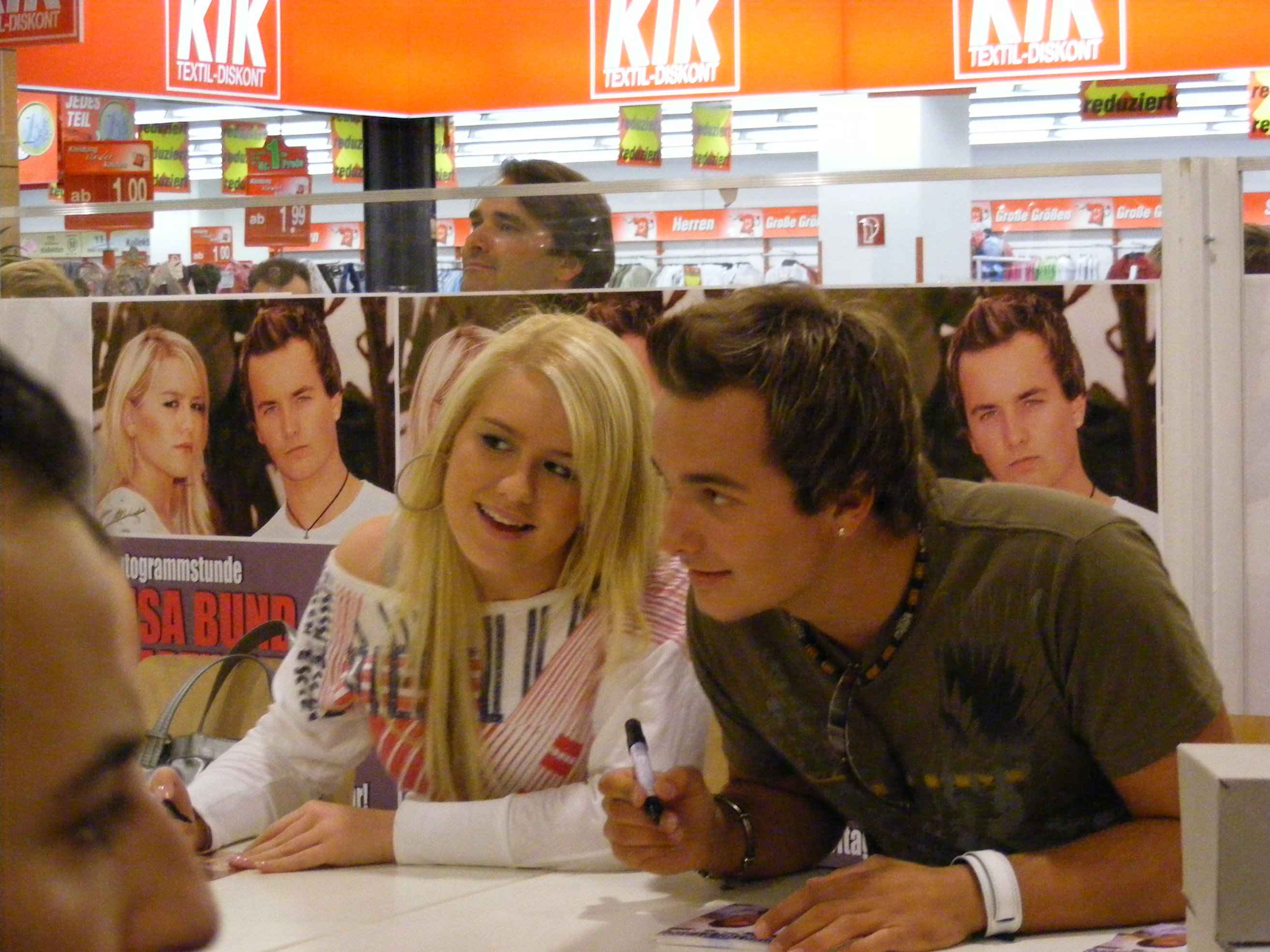
Bund mit ihrem Duettpartner Martin Stosch im Juni 2008

Nachdem sie von der Plattenfirma Sony BMG unter Vertrag genommen worden war, entstand mit den Produzenten Lukas Hilbert und Alex Christensen ihr Debütalbum Born Again, zu dem auch das Berliner Produktionsteam Valicon einige Songs beisteuerte. Auf dem Album ist auch Bunds Coverversion von Herbert Grönemeyers Flugzeuge im Bauch vertreten, die sie bei einem ihrer Auftritte bei DSDS gesungen hat. Bereits im August wurde die Debütsingle Learn to Love You veröffentlicht, die sich auf Anhieb in den Top-20 platzierte.
Zur Veröffentlichung ihres ersten Albums und ihrer dazugehörigen Single (2007) trat Bund unter anderem bei Fernsehsendungen wie VIVA Live! oder Die Oliver Geissen Show auf.
Im Februar erschien in zwei verschiedenen Editionen ihre zweite Single All That I Am, die sich ebenfalls in den Charts platzierte. Im April 2008 lief ihr Vertrag mit der Plattenfirma Sony BMG aus.
Nach Deutschland sucht den Superstar absolvierte Bund zahlreiche Fernsehauftritte. In der RTL-Serie Gute Zeiten, schlechte Zeiten hatte sie am 10. Juli 2007 eine kurze Gastrolle. Im Januar 2008 nahm sie an der dritten Staffel von Ich bin ein Star – Holt mich hier raus! teil, die sie wegen einer Magenschleimhautentzündung allerdings vorzeitig verlassen musste.
Es folgte ein erneuter Auftritt bei Oliver Geissen (19. März 2008) und ein Besuch bei der RTL-Sendung Achtung! Hartwich am 22. März 2008.
Am 31. Mai 2008 nahm Bund an der Fernseh-Show „Das Große DSDS-Wiedersehen“ teil.
Auch war sie am 17. August 2008 in der Fernsehsendung Das perfekte Promi-Dinner zu sehen.
Zum Thema 'Dschungelcamp' trat Bund am 14. Februar 2009 als Gast bei Oliver Geissen auf, wo sie mit anderen Teilnehmern der letzten Staffel das Geschehen Revue passieren ließ.
Des Weiteren gibt Lisa Bund Kommentare in der Sendung Die 10 … und in der Ultimativen Chartshow ab.

### Seit 2009

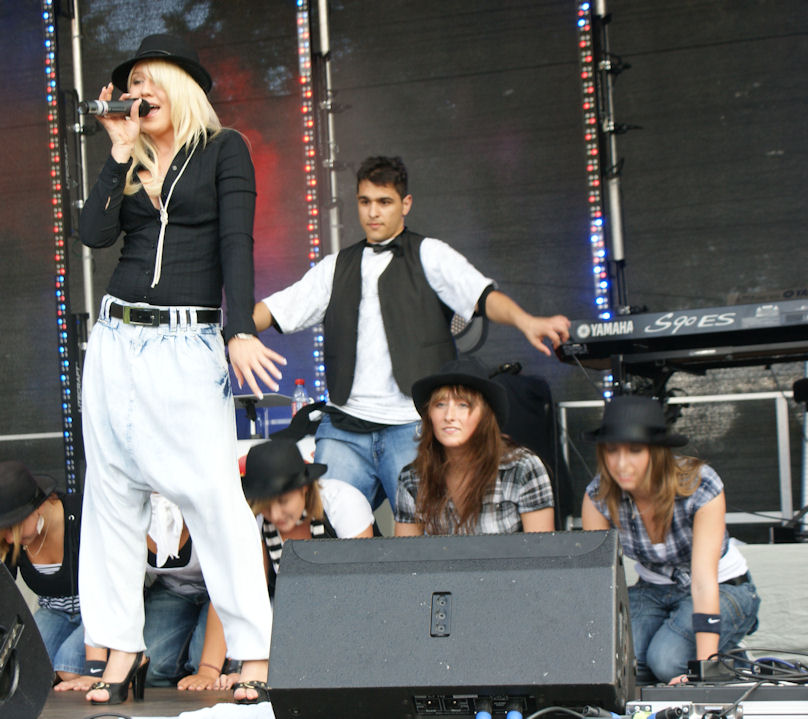
Lisa Bund bei einem Auftritt im Juli 2009

Zwischen April 2008 und November 2009 moderierte Bund die wöchentliche Radiosendung World Charts Show auf RPR1. Am 20. Juni 2008 erschien ihre Single Have You Found…?, ein Duett mit ihrem Ex-DSDS-Kollegen Martin Stosch. Das Musikvideo dazu wurde auf Mallorca gedreht. Am 28. November 2008 wurde die Single It’s Christmas als Download angeboten.
Das Video zu Can’t Breathe wurde am 5. September 2009 gedreht, der Titel jedoch erst am 6. Mai 2011 als Download veröffentlicht. Am 6. März 2011 nahm Bund zum zweiten Mal an der VOX-Sendung Das perfekte Promi-Dinner teil. Im selben Jahr war sie zudem Teilnehmerin an der 11. Staffel von Big Brother in Köln-Ossendorf.
In einem ZDF-Porträt von 2012 wurde berichtet, dass sie neben ihren Auftritten auf der Bühne und im Fernsehen seit vier Jahren wieder im Wäschegeschäft ihrer Eltern in Mainz arbeitet. Aktuell arbeitet sie als Hochzeitssängerin.

## Auftritte beiDeutschland sucht den Superstar
| Top-20-Show                             | Lied                                           | Originalinterpret   | Anrufer in Prozent       |
| --------------------------------------- | ---------------------------------------------- | ------------------- | ------------------------ |
| 1. Top-20-Show                          | Hurt                                           | Christina Aguilera  | 38,52 % (Platz 1 von 10) |
| 2. Top-20-Show                          | A Woman’s Worth                                | Alicia Keys         | 31,33 % (Platz 1 von 7)  |
| Mottoshow                               | Lied                                           | Originalinterpret   | Anrufer in Prozent       |
| Greatest Hits                           | Because of You                                 | Kelly Clarkson      | 21,24 % (Platz 2 von 10) |
| Hits der 80er und 90er                  | Greatest Love of All                           | Whitney Houston     | 11,79 % (Platz 3 von 9)  |
| Power of Love                           | (You Make Me Feel Like) A Natural Woman        | Aretha Franklin     | 14,99 % (Platz 2 von 8)  |
| Hits von Heute                          | Nobody Knows                                   | Pink                | 11,74 % (Platz 4 von 7)  |
| Big Band                                | What a Diff'rence a Day Made                   | The Dorsey Brothers | 15,95 % (Platz 3 von 6)  |
| Die größten Diven und Helden der Musik  | Who Knew                                       | Pink                | 19,67 % (Platz 3 von 5)  |
| Die größten Diven und Helden der Musik  | Flugzeuge im Bauch                             | Herbert Grönemeyer  | 19,67 % (Platz 3 von 5)  |
| Hits der 70er, Disco und Dedicated to … | It’s Raining Men                               | Weather Girls       | 16,63 % (Platz 3 von 4)  |
| Hits der 70er, Disco und Dedicated to … | Das Beste                                      | Silbermond          | 16,63 % (Platz 3 von 4)  |
| Songs der Jury                          | Baby Love (ausgewählt von Heinz Henn)          | Mother’s Finest     | 18,73 % (Platz 3 von 3)  |
| Songs der Jury                          | Geile Zeit (ausgewählt von Anja Lukaseder)     | Juli                | 18,73 % (Platz 3 von 3)  |
| Songs der Jury                          | There You’ll Be (ausgewählt von Dieter Bohlen) | Faith Hill          | 18,73 % (Platz 3 von 3)  |

## Diskografie

### Studioalben
| Jahr | Titel      | Höchstplatzierung, Gesamtwochen, AuszeichnungChartplatzierungen (Jahr, Titel, Platzierungen, Wochen, Auszeichnungen, Anmerkungen) | Höchstplatzierung, Gesamtwochen, AuszeichnungChartplatzierungen (Jahr, Titel, Platzierungen, Wochen, Auszeichnungen, Anmerkungen) | Höchstplatzierung, Gesamtwochen, AuszeichnungChartplatzierungen (Jahr, Titel, Platzierungen, Wochen, Auszeichnungen, Anmerkungen) | Anmerkungen                              |
| Jahr | Titel      | DE | AT | CH | Anmerkungen                              |
| ---- | ---------- | --- | --- | --- | ---------------------------------------- |
| 2007 | Born Again | DE27 (2 Wo.)DE | AT66 (1 Wo.)AT | CH88 (1 Wo.)CH | Erstveröffentlichung: 14. September 2007 |

### Singles
| Jahr | Titel Album                  | Höchstplatzierung, Gesamtwochen, AuszeichnungChartplatzierungen (Jahr, Titel, Album, Platzierungen, Wochen, Auszeichnungen, Anmerkungen) | Höchstplatzierung, Gesamtwochen, AuszeichnungChartplatzierungen (Jahr, Titel, Album, Platzierungen, Wochen, Auszeichnungen, Anmerkungen) | Höchstplatzierung, Gesamtwochen, AuszeichnungChartplatzierungen (Jahr, Titel, Album, Platzierungen, Wochen, Auszeichnungen, Anmerkungen) | Anmerkungen                                      |
| Jahr | Titel Album                  | DE | AT | CH | Anmerkungen                                      |
| ---- | ---------------------------- | --- | --- | --- | ------------------------------------------------ |
| 2007 | Learn to Love You Born Again | DE18 (9 Wo.)DE | AT36 (6 Wo.)AT | CH66 (2 Wo.)CH | Erstveröffentlichung: 31. August 2007            |
| 2008 | All That I Am Born Again     | DE63 (3 Wo.)DE | — | — | Erstveröffentlichung: 29. Februar 2008           |
| 2008 | Have You Found…?             | DE92 (1 Wo.)DE | — | — | Erstveröffentlichung: 2008 (feat. Martin Stosch) |

### Weitere Veröffentlichungen
- 2008: Color of You
- 2012: A New Day (Charitysingle)

### Sampler
- 2007: (You Make Me Feel Like) a Natural Woman
- 2007: If You Don’t Know Me by Now (mit den DSDS Top-10)

### Downloads
- 2009: It’s Christmas
- 2011: Can’t Breathe
- 2012: Nicht mit mir
- 2014: It’s a Party
- 2020: Das ist Liebe
- 2021: Mein Wunder
- 2021: Luxusgefühle

## Filmografie

### Gastauftritte
- 2002: Teenstar
- 2004: Popstars
- 2004: Star Search
- 2006: Popstars – Neue Engel braucht das Land
- 2007: Deutschland sucht den Superstar
- 2007: Gute Zeiten, schlechte Zeiten
- 2008: Ich bin ein Star – Holt mich hier raus!
- 2008: Ich bin ein Star – Holt mich hier raus! – Das große Wiedersehen
- 2008: Deutschland sucht den Superstar – Das große Wiedersehen
- 2008: Das perfekte Promi-Dinner
- 2011: Das perfekte Promi-Dinner mit einer Spezialfolge „Im Schlafrock“
- 2011: Big Brother
- 2011: Val & Flo in Love (RTL2)
- 2012: 37 Grad – Mein Traum vom Superstar (ZDF)
- 2012: Britt – Promi Spezial (Sat1)
- 2013: Ich bin ein Star, holt mich hier raus! – Das Magazin (RTL Nitro)
- 2013: Shopping Queen

### Radio
- 2008–2009: RPR1 World Charts Show
- 2011: Radio Energy Rhein-Main (mehrfach als Castingexpertin)
- 2012: BigFM
- 2012: Radio Energy Rhein-Main
- 2013: Radio Salü 101,7
- 2013: Hit Radio FFH

### Musikshows
- 2007: The Dome 42 (mit den DSDS Top 10)
- 2007/2008: ZDF-Fernsehgarten